# بيزيمياني
بيزيميانيي (بالروسية: Безымянный وتعني حرفيا بلا اسم) هو بركان طبقي نشط في شبه جزيرة كامتشاتكا في روسيا. يبلغ ارتفاعه 2882 متراً. يعتبر بركان بيزيمياني بركاناً خامداً قبل أن يلاحظ ثورانه في عام 1955ـ1956.ويعتبر بركان بيزمياني الحديث أصغر مقارنةً مع البراكين التي بجواره كبركان كامين وكليفشيفسكوي والتي قد تشكلت قبل 4700 سنة. في اواخر العصر الجليدي المحمل بحمم دوم والبركان السلفي الذي تم بناؤه قبل 7000ـ-11000 عام. كان هناك ثلاث فترات نشاط مكثفه في 3000 العام الماضيه.وفي الفترة الأخيرة والتي سبقها هدوء لمدة 1000 عام بدأت درامتيكياً مع ثوران عام 1955ـ-1956.
هذا الثوران مماثل للثوران الذي حصل في جبل سانت هيلين في عام 1980. والذي أنتج عنه حفرة كبيرة على شكل حدوة حصان تم تشكيلها من قبل انهيار القمة والانفجار المصحاب لها. يرافق حمم دوم المستمره نشاط انفعالي متقطع وتدفقات الحمم البركانية، التي تملئ إلى حدٍ كبير فوهة البركان1956. مازال ثوران البركان حتى 5 يناير من عام 2013.

## طلع أيضاً
- قائمة البراكين في روسيا